# ناکامی جنسی
ناکامی جنسی یا محرومیت جنسی به ناهمخوانی میان یک انسان به انجام آمیزش جنسی و دست‌یابی به آن در عمل گفته می‌شود. ناکامی جنسی می‌تواند ناشی از عوامل گوناگونی چون میل جنسی بالا و دفعات سکس کم، ارضاء نشدن در سکس، که این خود می‌تواند ناشی از آنورگاسمی، بی‌میلی جنسی، انزال زودرس و دیررس و اختلال نعوظ یا ناهم‌خوانی لیبیدو میان دو شریک جنسی باشد.
همچنین گاهی ممکن است فردی فاقد عضو جنسی برای آزادسازی انرژی جنسی باشد، در حالی که کشش جنسی در وی وجود دارد که این نیز باعث ناکامی جنسی در وی می‌گردد. به‌طور مثال مردی ممکن است دارای بیضه باشد، ولی پنیس نداشته باشد. این پدیده می‌تواند هم مادرزادی باشد که به آن بی‌آلتی می‌گویند و هم به صورت عمدی ایجاد شده باشد که به آن برداشتن آلت مردی یا آلت‌بری می‌گویند. در این صورت مرد می‌تواند به کمک پروستات تحریک شده و انزال کند. در زنان نیز ممکن است زنی در بدو تولد فاقد چوچوله باشد که مرکز لذت جنسی زنان است؛ یا اینکه در فرایندی به نام بریدن آلت زنانه چوچوله‌اش به‌طور داوطلبانه، به دستور پزشک یا غیرداوطلبانه برداشته شود.